# Ривър Хайтс
Ривър Хайтс (на английски: River Heights) е град в окръг Кеш, щата Юта, САЩ. Ривър Хайтс е с население от 1496 жители (2000) и обща площ от 1,5 km². Намира се на 1396 m надморска височина. ЗИП кодът му е 84321, а телефонният му код е 435.